# Фидлер, Эжен
Эжен Фидлер (фр. Eugène Fidler, Евгений Аронович Фидлер; 7 января 1910, Бельцы, Бессарабская губерния — 30 сентября 1990, Руссийон) — французский художник, керамист.
Специализировался на коллажах, акварелях, гравюрах и керамике.

## Биография
Евгений (Иона) Аронович Фидлер родился 7 января (по старому стилю) 1910 года в Бельцах, в семье Арона Йойновича Фидлера (1880—1937, родом из Острога) и Соси Шулимовны Штивельмахер (1888—1961, уроженки Бельц). В детстве переехал с родителями в Варшаву, где в 1917 году родилась его сестра — в будущем пианистка и музыкальный педагог Алина Фидлер (фр. Aline Fidler-Cavaglione, 1917—2008); в том же году семья поселилась в Ницце. Учился в Швейцарии и Германии, окончил Лицей Массена в Ницце (1928). После службы в армии в 1930 году получил французское гражданство и поселился в Мужене. В 1930—1937 годах проходил обучение в Национальной высшей школе изящных искусств в Париже.
В 1943 году вместе с женой под поддельными документами бежал в свободный от оккупации Руссильон. После освобождения Франции жил в Мужене, Париже, Валлорисе (1952—1959), и с 1959 года — в Руссийоне. Вместе со своей второй женой и ученицей Эдит Фидлер (в девичестве Рамос) открыл совместное ателье в Руссийоне; дочь от этого брака — Наташа Фидлер (фр. Natacha Fidler, род. 1956) — также стала художницей и керамисткой.

## Семья
- Дочь от первого брака (с Эдит Гилер, 1940—1950) — литератор Кэти Фидлер (фр. Cathie Fidler, род. 1947).
- Двоюродная сестра — музыкальный педагог и пианистка Тамара Лазаревна Фидлер[6].